# Грінвуд (Британська Колумбія)
Грінвуд (англ. Greenwood) — місто в Канаді, у провінції Британська Колумбія, у складі регіонального округу Кутеней-Баундері.

## Населення
За даними перепису 2016 року, місто нараховувало 665 осіб, показавши скорочення на 6,1 %, порівняно з 2011-м роком. Середня густина населення становила 274,9 осіб/км².
З офіційних мов обидвома одночасно володіли 25 жителів, тільки англійською — 640. Усього 55 осіб вважали рідною мовою не одну з офіційних, з них. 5 — українську.
Працездатне населення становило 37,5 % усього населення, рівень безробіття — 11,1 % (8,3 % серед чоловіків та 19 % серед жінок). 80 % осіб були найманими працівниками, а 13,3 % — самозайнятими.
Середній дохід на особу становив $29 245 (медіана $20 885), при цьому для чоловіків — $33 781, а для жінок $23 082 (медіани — $25 280 та $18 528 відповідно).
28,3 % мешканців мали закінчену шкільну освіту, не мали закінченої шкільної освіти — 33,3 %, 39,2 % мали післяшкільну освіту, з яких 10,6 % мали диплом бакалавра, або вищий.
| Статево-вікова структура населення | Статево-вікова структура населення | Статево-вікова структура населення | Статево-вікова структура населення | Статево-вікова структура населення |
| ---------------------------------- | ---------------------------------- | ---------------------------------- | ---------------------------------- | ---------------------------------- |
|                                    |                                    |                                    |                                    |                                    |
| Всього                             | Всього                             | 53,4%46,6%                         |                                    |                                    |
| 0 — 14 років                       | 0 — 14 років                       |                                    | 8,3%                               | 8,3%                               |
| 15 — 64 років                      | 15 — 64 років                      |                                    | 52,6%                              | 52,6%                              |
| 65 і більше                        | 65 і більше                        |                                    | 39,1%                              | 39,1%                              |
| 85 і більше                        | 85 і більше                        |                                    | 3,8%                               | 3,8%                               |
| Середній вік (років)               | Середній вік (років)               | 54,355,4                           | 54,8                               | 54,8                               |
| Медіана (років)                    | Медіана (років)                    | 61,659,6                           | 60,5                               | 60,5                               |
| — чоловіки — жінки                 |                                    |                                    |                                    |                                    |

| Походження мешканців:     | Походження мешканців:     | Походження мешканців: | Походження мешканців: | Походження мешканців: |
| ------------------------- | ------------------------- | --------------------- | --------------------- | --------------------- |
| Походження                |                           |                       | осіб                  | %                     |
| Корінні американці        | Корінні американці        |                       | 70                    | 11.02%                |
| Інше північноамериканське | Інше північноамериканське |                       | 125                   | 19.69%                |
| Європейське               | Європейське               |                       | 565                   | 88.98%                |
| британське                | британське                |                       | 380                   | 59.84%                |
| французьке                | французьке                |                       | 105                   | 16.54%                |
| українське                | українське                |                       | 45                    | 7.09%                 |
| Азійське                  | Азійське                  |                       | 40                    | 6.3%                  |

| Зайнятість населення за галузями (за класифікацією NOC): | Зайнятість населення за галузями (за класифікацією NOC): | Зайнятість населення за галузями (за класифікацією NOC): | Зайнятість населення за галузями (за класифікацією NOC): | Зайнятість населення за галузями (за класифікацією NOC): |
| -------------------------------------------------------- | -------------------------------------------------------- | -------------------------------------------------------- | -------------------------------------------------------- | -------------------------------------------------------- |
|                                                          |                                                          |                                                          |                                                          |                                                          |
| Управління                                               | Управління                                               |                                                          | 14,3%                                                    | 14,3%                                                    |
| Бізнес, фінанси та адміністрування                       | Бізнес, фінанси та адміністрування                       |                                                          | 4,8%                                                     | 4,8%                                                     |
| Охорона здоров'я                                         | Охорона здоров'я                                         |                                                          | 7,1%                                                     | 7,1%                                                     |
| Освіта, правозахист, муніципальні та урядові служби      | Освіта, правозахист, муніципальні та урядові служби      |                                                          | 7,1%                                                     | 7,1%                                                     |
| Роздрібна торгівля та послуги                            | Роздрібна торгівля та послуги                            |                                                          | 33,3%                                                    | 33,3%                                                    |
| Гуртова торгівля, транспорт та обладнання                | Гуртова торгівля, транспорт та обладнання                |                                                          | 23,8%                                                    | 23,8%                                                    |
| Природні ресурси, сільське господарство                  | Природні ресурси, сільське господарство                  |                                                          | 4,8%                                                     | 4,8%                                                     |
| Виробництво                                              | Виробництво                                              |                                                          | 7,1%                                                     | 7,1%                                                     |

## Клімат
Середня річна температура становить 6,1 °C, середня максимальна — 21,5 °C, а середня мінімальна — -12,8 °C. Середня річна кількість опадів — 494 мм.
| Клімат поселення                              | Клімат поселення | Клімат поселення | Клімат поселення | Клімат поселення | Клімат поселення | Клімат поселення | Клімат поселення | Клімат поселення | Клімат поселення | Клімат поселення | Клімат поселення | Клімат поселення | Клімат поселення |
| Показник                                      | Січ.             | Лют.             | Бер.             | Квіт.            | Трав.            | Черв.            | Лип.             | Серп.            | Вер.             | Жовт.            | Лист.            | Груд.            |                  |
| Середній максимум, °C                         | 1,94             | 5,18             | 9,26             | 13,66            | 18,04            | 21,53            | 21,33            | 21,34            | 16,30            | 10,13            | 3,70             | −1,43            |                  |
| Середня температура, °C                       | −5,42            | −2,18            | 1,90             | 6,29             | 10,66            | 14,16            | 17,39            | 17,42            | 12,36            | 6,20             | −0,23            | −5,36            |                  |
| Середній мінімум, °C                          | −12,79           | −9,57            | −5,47            | −1,07            | 3,30             | 6,80             | 13,48            | 13,49            | 8,44             | 2,28             | −4,16            | −9,3             |                  |
| Норма опадів, мм                              | 44               | 31               | 32               | 41               | 58               | 60               | 38               | 35               | 28               | 29               | 45               | 53               |                  |
| Середньомісячна швидкість вітру, м/с          | 2.37             | 2.30             | 2.62             | 2.81             | 2.74             | 2.71             | 2.61             | 2.56             | 2.41             | 2.41             | 2.48             | 2.37             |                  |
| Середньомісячна сонячна радіація, кДж/м²·день | 3694             | 7132             | 11705            | 16637            | 20229            | 22105            | 23759            | 20457            | 14699            | 8643             | 4103             | 2960             |                  |
| --------------------------------------------- | ---------------- | ---------------- | ---------------- | ---------------- | ---------------- | ---------------- | ---------------- | ---------------- | ---------------- | ---------------- | ---------------- | ---------------- | ---------------- |
| Джерело:                                      |                  |                  |                  |                  |                  |                  |                  |                  |                  |                  |                  |                  |                  |